# Vilefuck
Vilefuck ist eine schwedische Thrash-Metal-Band aus Västerås, die im Jahr 2004 gegründet wurde.

## Geschichte
Die Band wurde im Jahr 2004 gegründet. In den folgenden Jahren erschienen mit Livet är meningslöst (2004), Scumfucks (2005), The Beast Within (2006), Thrashing Fucking Metal (2007) und Intoxicated by Madness (2008) die ersten Demos, ehe im Jahr 2009 das Debütalbum What Lies Ahead Is Already Dead über FDA Rekotz erschien. 2010 war die Band auf dem Sampler Obscene Extreme 2010 mit dem Lied Fuck the System zu hören. Im selben Jahr hatte die Band auf dem gleichnamigen Festival gespielt und damit Warbringer ersetzt, die vorher aus finanziellen Gründen absagen mussten.

## Stil
Laut Janne Stark in seinem Buch The Heaviest Encyclopedia of Swedish Hard Rock and Heavy Metal Ever! spielt die Band schnellen und wilden Thrash Metal, den er als eine Mischung aus Kreator und F.K.Ü. beschrieb. Laut Thomas Meyns von metalnews.de ist auf What Lies Ahead Is Already Dead vor allem ein Einfluss von Sodom hörbar. Die Riffs des Titelliedes würden an Persecution Mania erinnern und der Gesang klinge wie eine Mischung aus Tom Angelripper und Marcel „Schmier“ Schirmer von Destruction. An der E-Gitarre gebe es „ebenso kurze wie prägnante Soli“. Das Lied Maze erinnere an die frühen Sepultura.

## Diskografie
- 2004: Livet är meningslöst (Demo, Eigenveröffentlichung)
- 2005: Scumfucks (Demo, Eigenveröffentlichung)
- 2006: The Beast Within (Demo, Eigenveröffentlichung)
- 2007: Thrashing Fucking Metal (Demo, Eigenveröffentlichung)
- 2008: Intoxicated by Madness (Demo, Eigenveröffentlichung)
- 2009: What Lies Ahead Is Already Dead (Album, FDA Rekotz)